# Agostinho Barbosa
 (février 2025).
Si vous disposez d'ouvrages ou d'articles de référence ou si vous connaissez des sites web de qualité traitant du thème abordé ici, merci de compléter l'article en donnant les références utiles à sa vérifiabilité et en les liant à la section « Notes et références ».
Agostinho Barbosa, né à Guimarães le 17 septembre 1590 et mort à Ugento le 19 novembre 1649, est un jurisconsulte et évêque portugais.

## Biographie
Né à Guimarães, en 1590, il se distingua dès sa jeunesse par un ouvrage qui était pour ce temps-là d’un très-grand intérêt, et qui eut une grande vogue dans le clergé catholique des deux derniers siècles. La 1re édition de ce livre, dont le titre est : Remissiones in loca varia Concilii Tridenlini, parut à Lisbonne, 1618, in-4°. On l’a réimprimé à Tolède, à Brescia, à Anvers, à Lyon, à Venise. Le grand succès de son ouvrage engagea Barbosa à sortir de Portugal pour visiter les universités de France, d’Italie et de l’Allemagne catholique. Il se fixa enfin à Rome. Urbain VIII et Innocent X le distinguèrent et le récompensèrent par des bénéfices. Lors du rétablissement de la monarchie portugaise, en 1640, il suivit le parti espagnol, et il fut nommé, par Philippe IV, en 1649, évêque d’Ugento, dans le royaume de Naples. Il se rendit à son évêché et y mourut la même année.

## Œuvres
Ses ouvrages très-nombreux ont été souvent imprimés en France, en Italie, en Espagne, dans les Pays-Bas ; ils ont été recueillis sous le titre de Opera omnia, Lyon, 1716 et suiv., 16 vol. in-fol.
On doit distinguer les suivants :
- De officio et potestate episcopi, duquel il existe une édition de Rome, deux de Venise, une de Paris et quatre de Lyon ;
- De officio et potestate parochi, imprimé deux fois à Rome, trois fois à Venise et trois fois à Lyon.